# Distretto rurale di Dodoma
Il distretto rurale di Dodoma era uno dei distretti in cui era amministrativamente suddivisa la regione di Dodoma in Tanzania. 
Nel 2007 è stato soppresso e il suo territorio è stato diviso nei neocostituiti distretti di Bahi e Chamwino.

## Geografia antropica

### Suddivisioni amministrative
Il distretto era suddiviso amministrativamente in 48 circoscrizioni (ward). Le circoscrizioni erano:
- Babayu
- Bahi
- Buigiri
- Chali
- Chibelela
- Chikola
- Chilonwa
- Chinugulu
- Chipanga
- Dabalo
- Fufu
- Handuli
- Haneti
- Huzi
- Ibihwa
- Ibugule
- Idifu
- Igandu
- Ikowa
- Ilindi
- Iringa Mvumi
- Itiso
- Kigwe
- Lamati
- Majeleko
- Makanda
- Makang'wa
- Manchali
- Manda
- Manzase
- Membe
- Mlola Bwawani
- Mpalanga
- Mpamantwa
- Mpwayungu
- Msamalo
- Msanga
- Msisi
- Mtitaa
- Mundemu
- Muungano
- Mvumi Makulu
- Mvumi Mission
- Mwitikila
- Nghambaku
- Nondwa
- Segala
- Zanka